# Gliese 611
Gliese 611 (Gl 611, GJ 611) ist ein Stern im Sternbild Corona Borealis mit einem rund 70 Bogensekunden westlich gelegenen potentiellen Begleiter mit sehr ähnlicher Eigenbewegung. Es ist nicht abschließend geklärt, ob die beiden Sterne ein physisches System bilden oder ob es sich um eine zufällige Anordnung handelt.
Der mit einer scheinbaren Helligkeit von 6,7 mag deutlich hellere Stern wird auch mit Gliese 611 A, HD 144579 oder HIP 78775 bezeichnet und ist ein Hauptreihenstern der Spektralklasse G8. Der lichtschwächere Stern Gliese 611 B (Giclas 180-27) ist ein metallarmer Stern der Spektralklasse M4 und hat eine scheinbare visuelle Helligkeit von ungefähr 14 mag.